# いわき港
福島県いわき市にある港だとすると、もしかして
- 小名浜港

ではありませんか？